# Xylocopa bombylans
Xylocopa bombylans är en biart som först beskrevs av Fabricius 1775. Den ingår i släktet snickarbin och familjen långtungebin. Inga underarter finns listade i Catalogue of Life. Arten finns endast i östra Australien.

## Beskrivning
Xylocopa bombylans har en metallfärgad kropp vars färg skiftar i olika toner som purpur och gröngult, beroende på ljusets infallsvinkel. Arten är stor, med en kroppslängd mellan 16 och 18 mm. Flygljudet är ett djupt, kraftigt surr.

## Utbredning
Arten finns endast i Australien, där den förekommer i de östra, kustnära områdena norr om Sydney ända norrut till Kap Yorkhalvön.

## Ekologi
Habitatet utgörs av skogar, hedar och bebyggda områden.
Arten är solitär, den lever inte i samhällen med drottningar, drönare (=hanar) och arbetare, utan varje hona sörjer själv för sin avkomma. Ibland kan dock några av den grundläggande honans döttrar vakta boet medan deras mor är ute och samlar pollen och nektar åt larverna. Som de allra flesta snickarbin gräver honan ut ett larvbo i mjukt trä. Vanligtvis utgörs det av en tunnel på omkring 30 cm, som är uppdelad i larvceller på rad. Där vidden på substratet medger det, kan det förekomma förbindelsegångar. Efter att honan lagt ett ägg i en larvcell, och försett den med näring i form av pollen och nektar, förseglar hon cellen.

## Bildgalleri

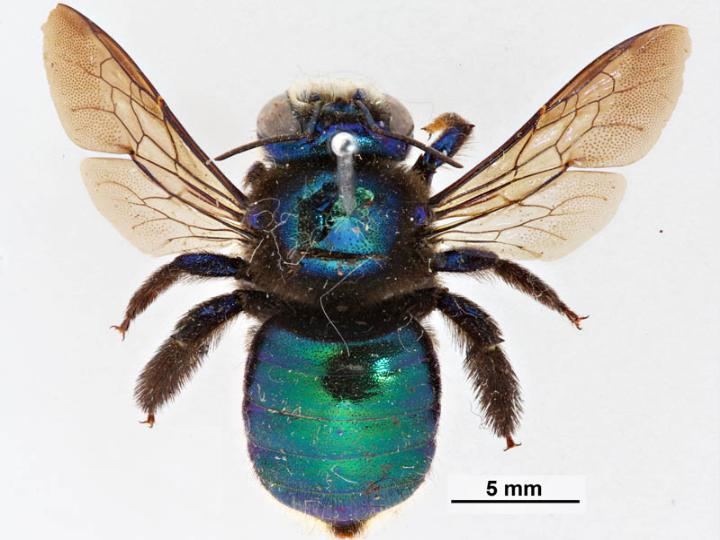
Xylocopa bombylans, hona.
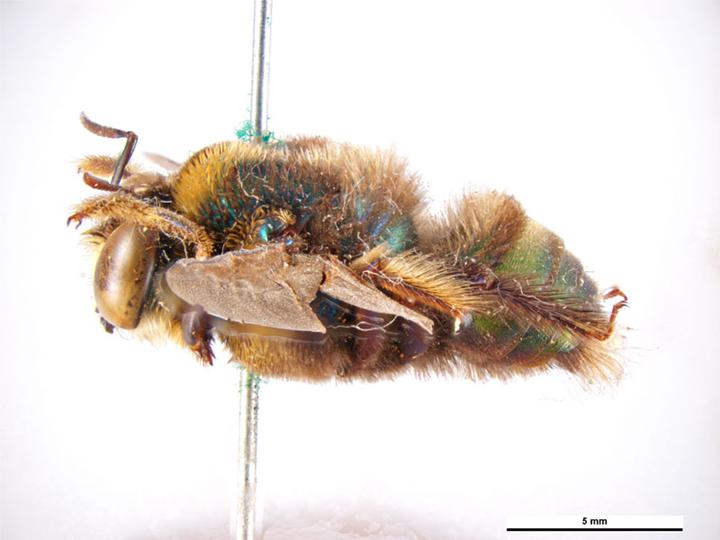
Xylocopa bombylans, hane.